# 刘旭 (汉赵)
刘旭（？—？），中国五胡十六国漢國皇族。新兴（今山西省忻州）匈奴人。刘聪子。

## 生平
嘉平二年（312年），汉国皇帝刘聪封自己的儿子刘恒为代王，劉逞为吴王，刘朗为颍川王，劉皋为零陵王，劉旭为丹阳王，刘京为蜀王，刘坦为九江王，刘晃为临川王。劉旭其后事迹不详，刘聪死后，刘聪的儿子多被刘粲和靳准杀害。

## 资料来源
- 《资治通鉴》晋纪